# Mike Waufle
Mike Waufle (Hornell, New York, 1954. június 27. –) amerikai amerikaifutball-játékos és -edző, 2024-től az osztrák Raiders Tirol védővonaledzője.

## Fiatalkora
1972 és 1975 között a tengerészgyalogságnál szolgált. 1975–1976-ban a Bakersfield Renegades játékosa volt; a csapat 1976-ban megnyerte a Junior Rose Bowlt. Később a Utah State Aggiesnél játszott, akik 1978-ban megnyerték a konferenciabajnokságot.
2009-ben a tengerészgyalogság életműdíjjal tüntette ki.

## Pályafutása
1998 és 2003 között az Oakland Raiders, 2009 és 2014 között pedig a New York Giants védőfaledzője volt; utóbbi csapat megnyerte a 2007-es Super Bowl XLII-t. 2010–2011-ben újra a Raiders, majd 2012 és 2016 között a St. Louis Rams (később Los Angeles Rams) munkatársa volt. 2017-ben a Buffalo Bills védőfaledzője volt; a csapat 17 év után először részt vehetett a rájátszáson.
2024-ben az ausztriai Raiders Tirol védőfaledzője lett.

## Fordítás
- Ez a szócikk részben vagy egészben  a   Mike Waufle című angol Wikipédia-szócikk ezen változatának fordításán alapul.  Az eredeti cikk szerkesztőit annak laptörténete sorolja fel. Ez a jelzés csupán a megfogalmazás eredetét és a szerzői jogokat jelzi, nem szolgál a cikkben szereplő információk forrásmegjelöléseként.